# جوين مورغان
جوين مورغان هو شخصية أعمال كندي، ولد في 1946.